# Sion-Schatz

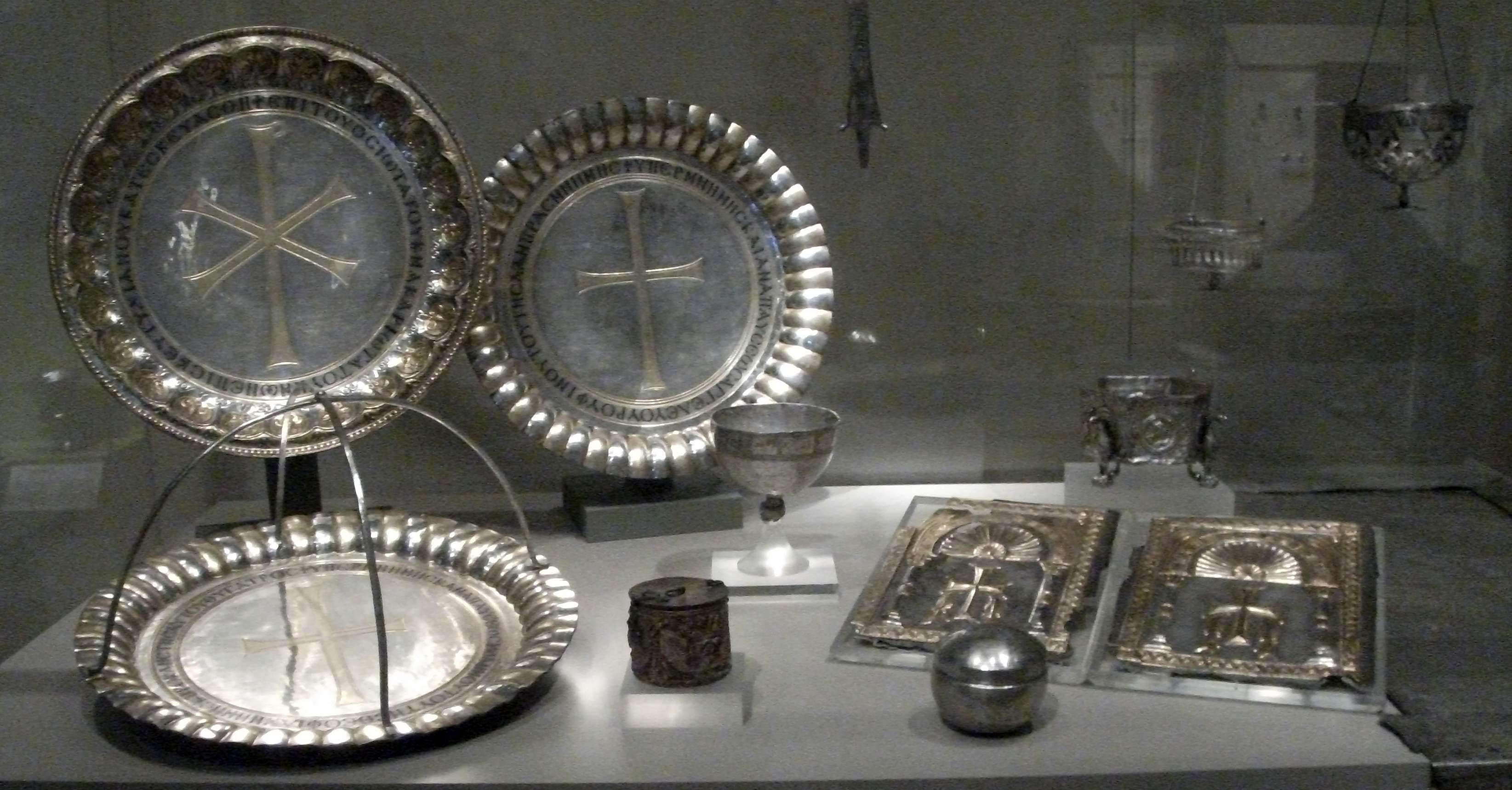
Teile des Sion-Schatzes in Dumbarton Oaks

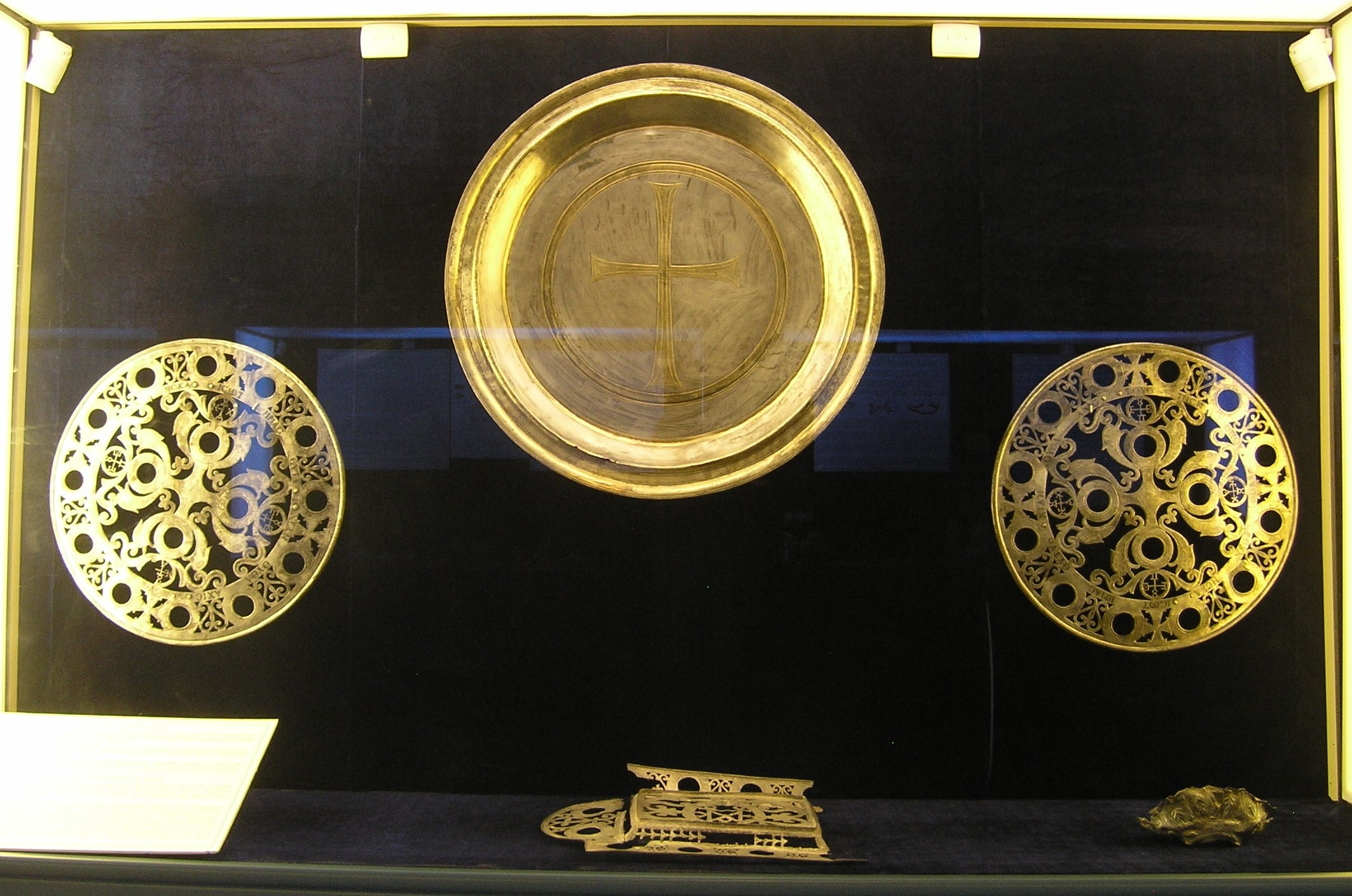
Teile des Sion-Schatzes im Archäologischen Museum Antalya

Der Sion-Schatz, der aufgrund seines Fundortes auch Kumluca-Schatz genannt wird, wurde im Jahr 1963 in Kumluca in der Türkei (dem antiken Korydalla in Lykien) gefunden. Er ist neben dem Schatz von Kaper Koraon der größte frühbyzantinische Silberschatzfund. Der Schatzfund besteht aus 53 bis 58 Objekten, sowie 22 Abdeckungen und diversen Nägeln, Ketten, als auch einer Kupfermünze. Heute befinden sich die Objekte teilweise in der Dumbarton Oaks Collection in Washington, D.C. und teilweise im Archäologischen Museum in Antalya.

## Fundgeschichte

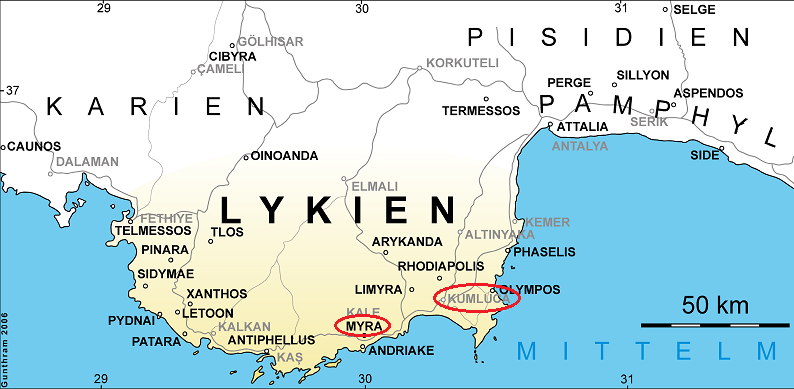
Karte Lykiens. Rot markiert sind die Städte Kumluca (Fundort) und Myra

Die Fundgeschichte ist nicht exakt zu rekonstruieren. Der Hort wurde von Anwohnern Kumlucas entdeckt und Teile des Schatzes verkaufte der Antikenhändler Georges Zacos 1963 an Mrs Robert Woods Bliss (für ca. 1 Mio. US$). Diese stiftete die Antiquitäten an das Museum Dumbarton Oaks, dessen Kurator John Seymour Thacher die Stücke bei Zacos in der Schweiz gesehen hatte.
Zur gleichen Zeit führten türkische Archäologen Grabungen in dem Gebiet durch und förderten weitere Silberobjekte zu Tage, die sich mittlerweile in der Sammlung des Archäologischen Museums Antalya befinden. Aufgrund erster Publikationen der Objekte aus der Dumbarton Oaks Collection wurde das Archäologische Museum Antalya auf diese aufmerksam und erkannte den Zusammenhang zwischen den 38 Objekten in Washington und den 13–18 Objekten in türkischem Besitz. Daraufhin kam es zu einem bis heute andauernden Rechtsstreit zwischen den beiden Museen über den Besitzanspruch des Schatzes.
Als gesichert gilt, dass sich zwei Objekte in Privatbesitz in England und der Schweiz befinden, ob es sich dabei um die einzigen Objekte in Privatbesitz handelt, ist unklar.

## Objektübersicht
Der Umfang des Sion-Schatzes beläuft sich auf rund 53 bis 58 Objekte, zuzüglich 22 Abdeckungen, sowie einiger Nägel, Ketten und einer Kupfermünze. Bis auf die Münze sind alle Teile aus Silber gearbeitet, beziehungsweise waren mit Silber überzogen.
Neben 46 Inschriften, die sich in Fürbitten, Schwüre und Formeln gruppieren lassen, finden sich auch 12 Monogramme. Es werden 16 – 18 Personen genannt, darunter neun Stifter. Aufgrund der Anzahl ihrer Stiftungen lassen sich fünf Hauptstifter ausmachen: drei Bischöfe, ein Priester, ein Kleriker und zwei Diakone. Die größte Stiftung ging von einem der Bischöfe (Eutychianos) aus, der mit 29 Objekten die größte Stiftung darbrachte.
Die Inschriften sind in fünf Techniken ausgeführt: mit Nielloeinlagerungen, in à-jour-, Treib- und Ziselierarbeit, sowie mit Gravur.
Im Schatz befinden sich, laut Susan A. Boyd:
| Objektart              | Anzahl | Dekoration                                                                            | technische Daten                                                                                      | Erhaltungszustand                                 |
| ---------------------- | ------ | ------------------------------------------------------------------------------------- | --- | ------------------------------------------------- |
| Patenen                | 6      | 3 × Christogramm; 3 × Kreuz                                                           | ⌀ 58–77,5 cm                                                                                          | gut bis leicht beschädigt                         |
| Asterisk               | 1      | -                                                                                     | ⌀ 50,5 cm;Höhe 28,7 cm                                                                                | nicht bekannt                                     |
| Kelche                 | 6      | Inschriften, Schmuckbänder, Kreuze                                                    | ⌀ 14,5–22,5 cm;Höhe: 9–16 cm                                                                          | stark beschädigt; z. T. nur fragmentiert erhalten |
| Amphoren               | 3      | Henkel in Widderhornoptik, Inschriften                                                | nicht bekannt                                                                                         | 2 × gut; 1 × fragmentiert                         |
| Kanne                  | 1      | vergoldetes Schmuckband                                                               | Höhe ca. 36 cm                                                                                        | beschädigt                                        |
| Weihrauchgefäße        | 2      | Inschriften, Medaillons mit Heiligenporträts, Marienzyklus                            | ⌀ 17–20,2 cm; Höhe: 9,8–15,2 cm                                                                       | stark beschädigt                                  |
| Buchdeckelpaare        | 3      | Kreuz, Christus zwischen Aposteln                                                     | 23,8 × 25 cm; 30 × 37 cm                                                                              | 2 × gut; 1 × fragmentiert                         |
| Polykandela            | 12     | Delphine, Kreuz, Kleeblatt, Kreise, floral                                            | 3 × rund: ca. ⌀ 56 cm; 3 × kreuzförmig: ca. 56 × 56 bis 59 × 59 cm; 6 × rechteckig: ca. 20 cm × 30 cm | gut                                               |
| Lampen                 | 13     | Kreuz, Arkanthusblatt, Herz, Dreieck, Inschrift                                       | Höhe: 3,3–18,5 cm; ⌀ 8,3–21,4 cm                                                                      | z. T. eingerollt und flachgewalzt                 |
| Weitere kleine Objekte | 5      | (Bronze), Münze (Kupfer, zeigt Leo I oder Zeno); Ringe (nicht bekannt); Schmuckbänder | Zange: 13,8 cm; Münze: 0,85 g; Ringe: ⌀ 2 cm                                                          | fragmentiert bis gut                              |
| Abdeckungen            | 22     | Inschriften, Arkanthusblatt                                                           | Höhe: 7,9–100 cm; ⌀ 2–11,2 cm; Länge: 64–116 cm                                                       | fragmentiert bis gut                              |

Neben den Stifterinschriften treten ebenfalls Ortsbezeichnungen auf. Häufig wird auf „Hagios Sion“, einmalig auf „Tessai“ verwiesen. Die Bedeutung jener Bezeichnungen kann nicht eindeutig geklärt werden. Die häufige Erwähnung „Hagios Sion“ weist auf einen Zusammenhang zwischen den Objekten, bereits vor dem Zeitpunkt der Vergrabung, hin.
Durch Größe, Anzahl der Inschriften, als auch Dekoration der Objekte hebt sich der Sion-Schatz von weiteren Silberschätzen der frühbyzantinischen Epoche ab.

## Vorstellung einzelner Objekte

### Buchdeckel
Im Sion-Schatz finden sich insgesamt drei Buchdeckelpaare, von denen eines nur noch fragmentiert erhalten ist. Dieses und
ein zweites zeigen das Motiv „Christus flankiert von Aposteln“.
Das andere gut erhaltenen Buchdeckelpaar, weist auf einem rechteckigen Grund (30 × 37 cm) ein zentrales Kreuzmotiv auf, welches von einem Mäander-Band gerahmt wird in dessen Ecken je ein florales Motiv erkennbar ist. Das lateinische Kreuz mit geschweiften Armen, wird zur rechten und linken Seite von je einem vergoldeten Pflanzenmotiv sowie einer Säule flankiert. Die Säulen enden in einem korinthischen Kapitell, auf dem ein das Kreuz überspannender Bogen ruht. Zur Rechten und Linken des Bogens sind je vier vergoldete Palmwedel dargestellt. Der innere Bereich des Bogens ist oberhalb des Kreuzes von einer Muschel ausgefüllt.
Vorder- und Rückseite weisen identische Motive auf silbernem Grund mit vergoldeten Partien auf. Die Motivteile sind einheitlich in Treibarbeit geformt und werden zum Teil durch einen ziselierten Perlrand gesäumt.
Kombiniert man die ikonographischen Attribute des Buchdeckels entsteht der Eindruck einer Lebensbaumikonographie des Kreuzes, die seit dem 5. Jahrhundert besteht.

### Runde und kreuzförmige Polykandela

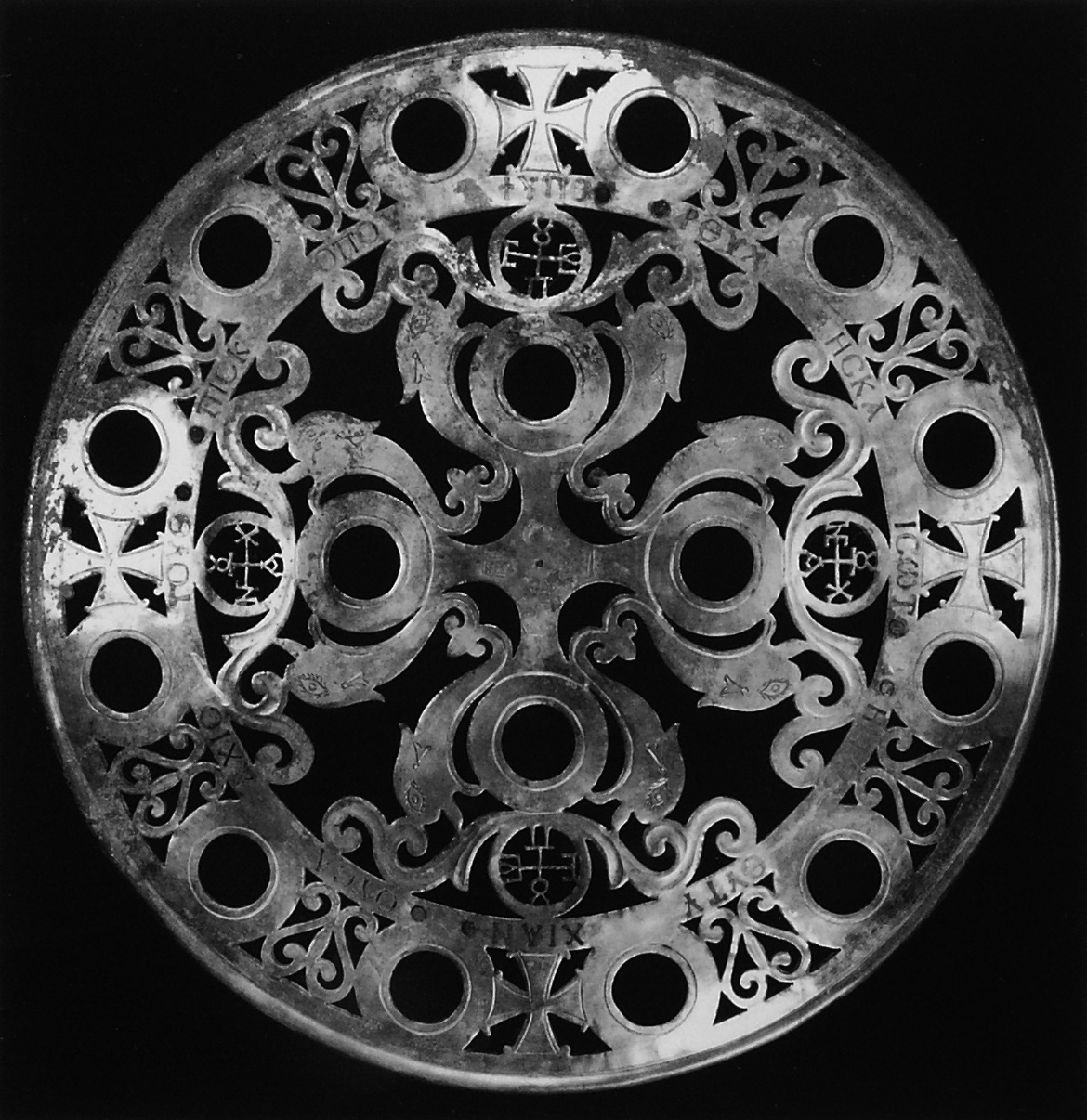
Kreisrunder Polykandelon in ajour-Arbeit. Teil des Sion-Schatzes.

Ein großer Teil der Stiftungen des Schatzes stellen Leuchtelemente dar. Zu diesen zählen unter anderem die Polykandela von denen an dieser Stelle zwei exemplarisch vorgestellt werden.
Der runde, silberne Polykandelon ist in à-jour-Technik gearbeitet und hat einen Durchmesser von 55,8 cm. Das Zentrum bildet ein kreuzförmiges Element in einem offenen Kreis. Die vier Kreuzarme enden in je einem Kreismotiv, das jeweils von zwei Delphinen flankiert wird. Oberhalb der vier kreisrunden Aussparungen findet sich je ein Monogramm (2 von Eutychianos, 2 von weiteren Bischöfen), das zum zentralen Kreuzmotiv hin durch ein florales Zierelement vom Kreismotiv getrennt wird.
Es folgt ein kreisrundes, nielliertes Band mit einer griechischen Inschrift, das das innere Motiv des Polykandelons vom äußeren trennt. Das äußere Motiv wird abermals von kreisrunden Aussparungen, kreuzförmigen Motiven sowie herzförmigen Elementen geziert.

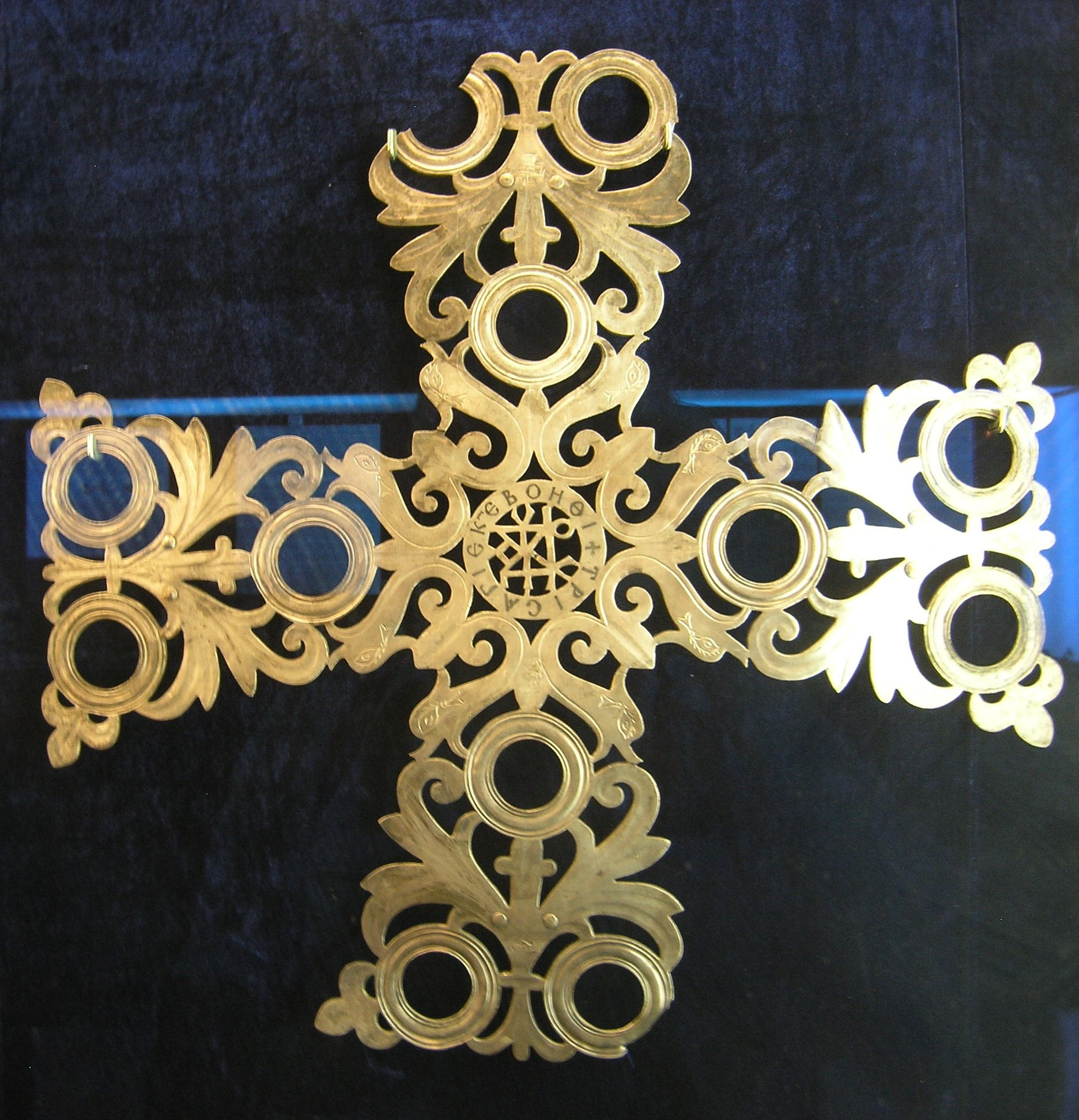
Kreuzförmiges Polykandelon, Archäologisches Museum Antalya

Eine weitere Gruppe bilden die kreuzförmigen Polykandela. Diese sind, wie alle Polykandela des Fundes, flach aus Silber gefertigt und haben die Form eines griechischen Kreuzes. Einer jener kreuzförmigen Polykandelaber stellt das materialstärkste Objekt des Fundes dar, mit einer Stärke von 2,1 bis 3,8 mm. Jeder enthält ein zentral gelegenes Monogramm, welches in Durchbrucharbeit gefertigt ist und als „Eutychianos, Bischof“ aufzulösen ist. Umgeben ist das Monogramm von einem umlaufenden Band mit einer niellierten Inschrift, die um die Hilfe des dreiheiligen Herrn bittet. An der Basis jedes Kreuzarmes ist ein Paar Delphine zu erkennen, welche jeweils zu einem offenen Kreis überleiten. Flankiert werden die Kreise von floralen Ornamenten, deren grobe Form in der à-jour-Technik herausgearbeitet wurde. Die feinen Innenzeichnungen sind eingraviert. Über die äußere Kontur der Blätter weiten sich die Kreuzarme nach außen hin auf und enden in je zwei offenen Kreisen pro Arm.
Die drei kreuzförmigen Polykandela weisen alle die gleiche Formel auf und sind annähernd identisch gearbeitet. Auffälligerweise tragen sie verschiedene Monogramme desselben Bischofs.
Die Delphine, die auf allen Polykandela zu finden sind, können als christliches Symbol aufgefasst werden. Allgemein gilt der Delphin als Symbol für Sicherheit, Rettung und Geborgenheit. Im christlichen Verständnis steht er für Christus selbst, der als „Seelenretter“ fungiert. In den Rahmen dieser Interpretation passt die Verbindung mit einem Leuchtelement, kann das Licht doch als Symbol des Lebens selbst bzw. des ewigen Lebens interpretiert werden.

### Patenen mit Christogramm und Kreuzmotiv

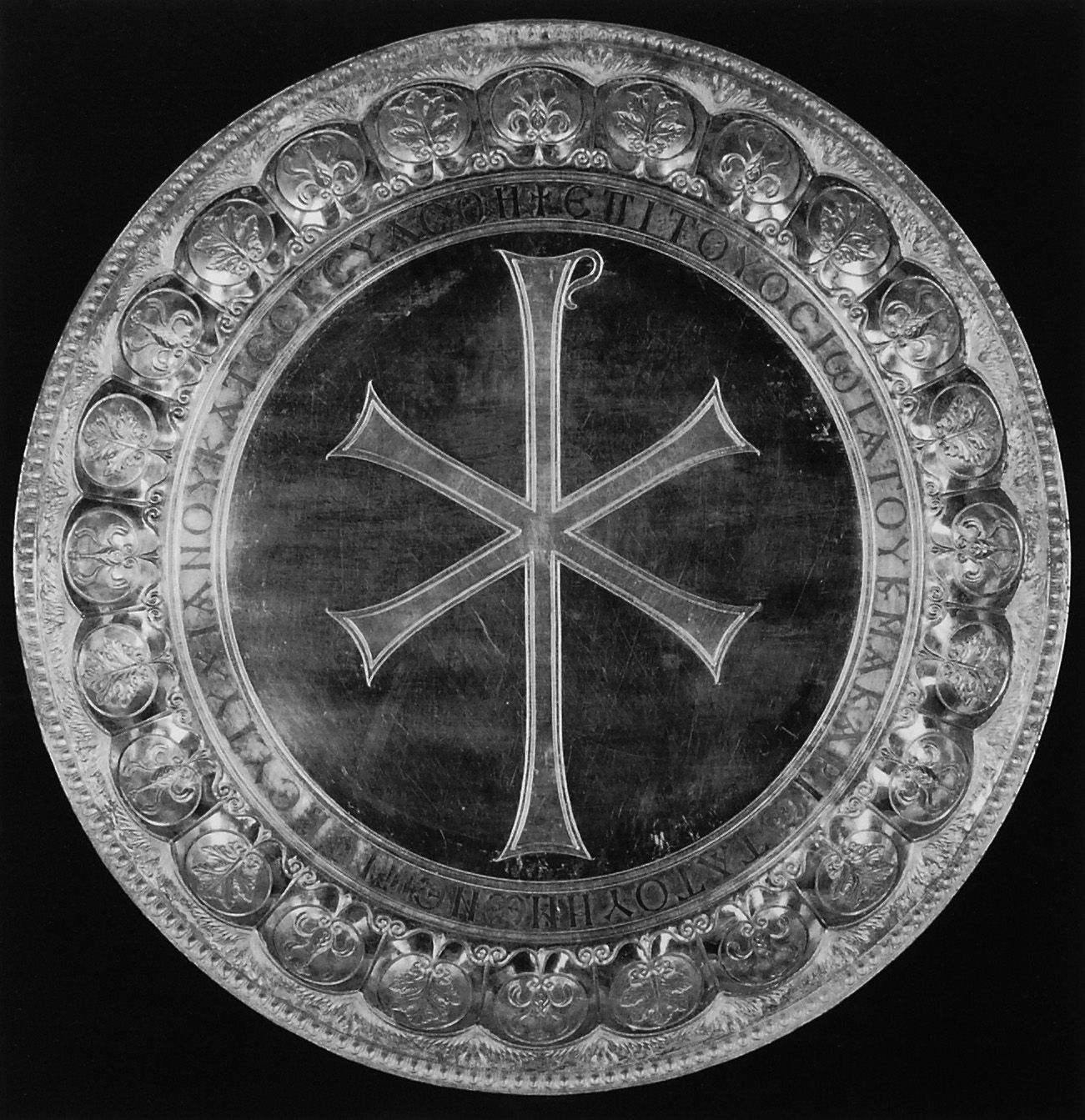
Silberne Patene mit Christusmonogramm und Inschrift

Eine Patene mit Christusmonogramm ist mit einem Durchmesser von 60,5 cm verhältnismäßig groß; sie ist aus Silber gearbeitet und zum Teil vergoldet. Als zentrales Symbol ist ein vergoldetes Christogramm zu sehen, das eine doppelte Außenlinie trägt. Es ist umgeben von zwei dünnen, vergoldeten Bändern, die eine eingravierte Inschrift begrenzen. Jene Inschrift enthält Nielloeinlagerungen und besagt, dass die Patene zur Zeit des Eutychianos gestiftet wurde. Der leicht erhöhte Rand ist in 24 „Zungen“ eingeteilt, die wiederum vergoldete Medaillons in Repousse-Technik aufweisen. Innerhalb der Medaillons sind florale Muster abgebildet. Als abschließendes Motiv sind Blätter zu erkennen, die ebenso wie die „Zungen“ in Repousse-Technik gestaltet und vergoldet sind. Es handelt sich hierbei um abwechselnd auftretende Palmetten und Akanthusblätter. Die Patene steht auf einem flachen, erhaltenen Standring. Stempel sind nicht nachweisbar.
Die Übersetzung der Inschrift lautet: „Dies wurde gestiftet in der Zeit unseres heiligsten und gesegneten Bischofs Eutychianos.“ Diese Formel tritt innerhalb des Schatzes zweimal auf, und man kann mit relativer Sicherheit sagen, dass sie bereits während des 4.–7. Jahrhunderts zur Datierung verwendet wurde. In diesem Fall jedoch steht man vor dem Problem, dass der genannte Bischof Eutychianos historisch nicht greifbar ist und die Inschrift somit keinen klaren Anhaltspunkt für eine Datierung gibt.
Andere Patenen sind mit einem Kreuz dekoriert. Zu der Gruppe gehört eine Patene mit einem Durchmesser von 58,5 cm. Diese ist ebenfalls aus Silber gearbeitet und teilvergoldet. Als zentrales Element ist ein lateinisches Kreuz mit geschweiften Armen eingraviert. Das Kreuz wird umgeben von zwei vergoldeten, schmucklosen Bändern, die eine Inschrift tragen, die auf die Erinnerung an einen Johannes und dessen Tochter Procle verweist. Der Rand ist auch hier in „Zungen“ eingeteilt, von denen jede zweite vergoldet ist. Die „Zungen“ sind in Treibarbeit entstanden. Diese Patene bildet ein Paar mit einer zweiten, die annähernd identisch ist und sich nur im Durchmesser um 0,5 cm unterscheidet.

## Datierung
Die Datierung erfolgt in erster Linie über die Stempel auf den Objekten, nur sekundär über stilistische und epigraphische Vergleiche. Zuletzt kann auch die bei dem Schatz gefundene Münze zu Rate gezogen werden. Da sie auf ein sehr viel früheres Datum verweist als die übrigen Datierungsfaktoren, kann sie nur als terminus post quem für den Sion-Schatz gewertet werden. Stilistisch und epigraphisch betrachtet gibt es eine Vielzahl von Vergleichsstücken wie beispielsweise die Patenen des Kaper Koraon- und des Beth-Misona-Schatzes. Diese verweisen auf eine Datierung ins 6. Jahrhundert n. Chr.
Den wichtigsten Hinweis auf die Datierung geben in diesem Fall die Stempel. Allein das Vorhandensein von Stempeln an sich, deren Gebrauch in der Zeit des Anastasios I. (491–518) aufkam, ist ein Indiz für die Datierung des Schatzes ab dem späten 5. Jahrhundert. Außerdem sind kreuzförmige Stempel erkennbar, die erst ab der Zeit Justinians I. (527–565) auftreten. Das Monogramm innerhalb der Stempel wirft jedoch Schwierigkeiten auf, da sich das Monogramm Justinians von dem Justins II. nur minimal unterscheidet und in diesem Fall nicht eindeutig zu differieren ist. Auf den übrigen Stempeln sind die Namen von drei verschiedenen Comes sacrarum largitionum (Verwalter des Finanzwesens) erkennbar. Diese sind historisch nicht fassbar, sie geben jedoch einen Hinweis, da durch die Existenz von drei verschiedenen Finanzverwaltern ein Zeitraum von ca. 15 Jahren für die Herstellung angenommen werden kann. Somit kommt die späte Regierungszeit Justinians und die frühe Regierungszeit Justins II in Frage und der Herstellungszeitraum der Fundstücke kann mit hoher Wahrscheinlichkeit in die Zeitspanne von 550 bis 575 datiert werden.

## Diskussion
Der Erhaltungszustand der Objekte reicht von sehr gut bis hin zu fragmentiert bzw. gefaltet oder gerollt. Vor allem die flachen Objekte sind auffällig gut erhalten, wohingegen voluminöse Objekte, wie Kelche etc. entweder fragmentiert, gerollt oder gefaltet aufgefunden wurden. Dies könnte darauf hinweisen, dass es sich um Hacksilber oder zum Einschmelzen vorgesehene Gegenstände handelt. Andererseits kann auch eine akute Bedrohung Grund für eine eilige Vergrabung gewesen sein, wobei die Silberobjekte wenig sorgsam behandelt wurden. Der Zeitpunkt der Niederlegung lässt sich nicht bestimmen.
Viele der Objekte sind mit den üblichen fünf Stempeln versehen, was auf eine hauptstädtische Produktion hindeutet und für die Datierung von Nutzen ist. Bei einigen Stücken ist jedoch ein sechster Stempel erkennbar. Dieses Phänomen ist einzigartig und man kennt in der Epoche keine Vergleichswerke. Ist ein sechster Stempel vorhanden, handelt es sich bei diesem in jedem Fall um einen bereits verwendeten Stempel, also um eine Wiederholung einer der fünf übrigen Stempel und nicht um einen neuen, andersartigen Stempel. Bei den sechsfach gestempelten Stücken handelt es sich jedoch durchgängig um Stücke, bei denen ein „angesetztes Teil“ angenommen wird, wie beispielsweise ein Standfuß. Die gängige Meinung besagt daher, dass der sechste Stempel sich auf den angesetzten Teil bezieht und auch dessen hauptstädtische Produktion belegen will. Es ist nicht auszuschließen, dass die Stücke zwar in einer konstantinopler Werkstatt hergestellt und gestempelt wurden, sie aber mehr oder minder als Rohlinge angekauft und in einer lokalen Werkstatt dekoriert wurden. Im Fall des Sion-Schatzes ist dies sogar anzunehmen, da mehrere Objekte paarweise vorhanden sind, also zwei annähernd identische Stücke zu finden sind, wobei nur eines der beiden gestempelt wurde. Die enormen Ähnlichkeiten in der Dekoration und insbesondere der Dekorationstechnik sowie die Gestaltung der Inschriften legt die Bearbeitung in derselben Werkstatt nahe.
Da es sich bei dem Inventar des Hortfundes vorwiegend um liturgische Geräte handelt, kann von einem Kirchenschatz gesprochen werden. Es sind Patenen und Kelche vorhanden, die für die Verteilung der eucharistischen Gaben benötigt werden. Die Dekoration und Inschriften weisen auf den liturgischen Gebrauch hin: Das Christusmonogramm tritt mehrfach auf, zudem sind Porträts von Christus, Petrus und Paulus klar zu identifizieren. Dazu passt ebenfakks die häufige Erwähnung von Stiftern, denn im 6. Jahrhundert waren Stiftungen an Kirchen für das Seelenheil einzelner Personen üblich und laut einiger Quellen sogar von ähnlicher Bedeutung wie die Karitas.
Die Zuordnung zu einer bestimmten Kirche ist nicht eindeutig möglich. Der mehrfach in den Inschriften vorkommende Verweis auf „Hagios Sion“ legt die Vermutung nahe, dass das Silber aus einer Sion-Kirche stammt. Archäologisch ist im lykischen Raum ein Sionkloster in der Hafenstadt Myra nachweisbar, die knapp 40 km vom Fundort entfernt liegt.
Zum anderen wird die Meinung vertreten, dass sich die Formulierung „Hagios Sion“ nicht auf eine Kirche oder Kloster bezieht, sondern tatsächlich auf den Berg Zion in Jerusalem. Für diese Annahme spricht, dass innerhalb der Inschriften keine konkrete Kirche genannt wird, sondern bloß die Formulierung „Hagios Sion“. In diesem Fall wäre anzunehmen, dass eine Gruppe von Stiftern einen besonderen Bezug zum Berg Zion hatte und sich Hilfe von diesem heiligen Ort erhoffte.